# Bonbon (mobilni operater)
Bonbon je mobilni operater u Hrvatskoj. Riječ je o mobilnom virtualnom brendu HT-a, koji koristi mrežu Hrvatskog Telekoma. Bonbon je počeo s radom 1. listopada 2010. godine. U vlasništvu je Hrvatskog Telekoma. Početni broj bonbona je 097.

## Povijest
Bonbon je započeo s radom 1. listopada 2010. Bonbon je mobilni virtualni operater koji koristi mrežu Hrvatskog telekoma. U listopadu 2011., bonbon je objavio da je broj korisnika mreže prešao 100.000, a u siječnju 2015. objavili su da imaju više od 200.000 korisnika. 
25. lipnja 2020. godine mijenjaju vizualni identitet uz slogan Bontovnici, s razlogom. Uz promjenu vizuala, krenula i nova ponuda za korisnike na bonovima i pretplati.

### Usluge
Bonbon pruža telekomunikacijske usluge kao što je mobilna telefonija.

### Nagrade i priznanja
Godine 2011., bonbon je bio finalist na Effie festivalu u kategoriji telekomunikacija. Agencija s kojom je bonbon surađivao bila je Digitel iz Zagreba.
U 2012. je osvojio više nagrada. Na godišnjem nacionalnom oglašavačkom festivalu, IdejiX, osvojio je nagradu za predfilmska kino upozorenja 'Moron', 'Debil' i 'Kreten' u izvedbi oglašivačke agencije Fahrenheit iz Zagreba. Također je osvojio nagradu za najbolju produkciju za svoj TV uradak u izvedbi agencije Publicis Zagreb. Na kreativnom festivalu Sudnji dan, predfilmska kino upozorenja 'Moron', 'Debil' i 'Kreten' osvojili su još jednu nagradu, ovaj put za najbolji copywriting., a internetske stranice bonbona našle su se na 5. mjestu u kategoriji Korporativne stranice. Stranice je dizajnirala i izradila agencija Nivas.

## Vanjske poveznice
- Službena stranica